# آرنه ملشيور
آرنه ملشيور هو مدير ومؤلف وسياسي دنماركي، ولد في 22 أكتوبر 1924 في فريدريكسبرغ في الدنمارك، وتوفي في 24 سبتمبر 2016 في كوبنهاغن في الدنمارك. نشط حزبياً في Centre Democrats (Denmark) ‏ والحزب الاشتراكي الديمقراطي.

## مناصب
- انتخب عضو فولكتنغ [الإنجليزية]‏ عن دائرة Århus County constituency  [لغات أخرى]‏ وقد انضم خلال فترته النيابية ‏ للكتلة البرلمانية Centre Democrats (Denmark) [الإنجليزية]‏.
- انتخب عضو فولكتنغ [الإنجليزية]‏ عن دائرة Århus County constituency  [لغات أخرى]‏ وقد انضم خلال فترته النيابية ‏ للكتلة البرلمانية Centre Democrats (Denmark) [الإنجليزية]‏.
- انتخب نائب عن الجمعية البرلمانية لمجلس أوروبا  [لغات أخرى]‏ لترشحه ضمن قائمة الدنمارك، (17 سبتمبر 1986 – 1987).
- انتخب عضو في البرلمان الأوروبي عن دائرة الدنمارك (دائرة انتخابية للبرلمان الأوروبي) لترشحه ضمن قائمة Centre Democrats (Denmark) [الإنجليزية]‏، وقد انضم خلال فترته النيابية (1 مارس 1994 – 18 يوليو 1994) للكتلة البرلمانية كتلة حزب الشعب الأوروبي.
- انتخب عضو فولكتنغ [الإنجليزية]‏ عن دائرة Århus County constituency  [لغات أخرى]‏ وقد انضم خلال فترته النيابية ‏ للكتلة البرلمانية Centre Democrats (Denmark) [الإنجليزية]‏.